# Jenny-Wanda Barkmann
Jenny-Wanda Barkmann (Hamburgo, 30 de maio de 1922 – Gdansk, 4 de julho de 1946) foi uma guarda de campo de concentração alemã durante a II Guerra Mundial.
Acredita-se que tenha passado a sua infância em Hamburgo, na Alemanha. Em 1944, tornou-se uma Aufseherin no campo de concentração feminino de Stutthof SK-III, onde ela brutalizou prisioneiros, alguns até à morte. Ela também enviava mulheres e crianças às câmaras de gás. Ela era tão severa que as mulheres prisioneiras apelidaram-na Belo Espectro.
Barkmann fugiu de Stutthof à chegada dos soviéticos. Ela foi presa em maio de 1945 enquanto tentava partir numa estação ferroviária em Gdańsk. Ela foi levada a julgamento no caso de Stutthof, no qual ela e os outros acusados foram condenados pelos crimes praticados nesse campo de concentração. Diz-se que ela teria dado uma risadinha durante o julgamento, flertado com os guardas e que arrumou o cabelo enquanto as testemunhas relatavam o que aconteceu. Ela foi considerada culpada e após isso declaro, "a vida é um prazer e os prazeres são geralmente breves."
Barkmann foi executada em público através da forca junto com outras dez pessoas em Biskupia Gorka, próximo a Gdańsk em 4 de julho de 1946. Ela estava com 24 anos de idade e foi a primeira a ser enforcada.